# Microhoweina elongata
Microhoweina elongata is een mosselkreeftjessoort uit de familie van de Neocytherideididae. De wetenschappelijke naam van de soort is voor het eerst geldig gepubliceerd in 2012 door Mohammed & Keyser.